# R-116
R-116（レンジイチイチロク）は、千葉県野島崎東南方沖に位置する在日アメリカ軍の訓練区域。チャーリー区域とも呼称され、約4,200km2の海域および空域で構成される。射爆訓練実施時は航行警報が発出され、航空機や商船の航行、漁船の操業は禁止される。

## 設定区域
チャーリー区域は当初、4地点を順に結ぶ、約3,700km2の区域とされていたが、国土交通省が進める、成田国際空港の年間発着枠増設に向け、2019年5月17日の日米合同委員会において、チャーリー区域の形状変更が合意され、同年7月18日から7地点を順に結ぶ、約4,200km2の区域となった。チャーリー区域の形状変更により、成田国際空港の南西方面への出発ルートが南側へ移設され、年間発着枠の約4万回増枠に対応可能となった。
2019年7月18日以前のチャーリー区域
- 北緯34度35分12秒 東経140度16分48秒
- 北緯34度31分12秒 東経140度07分48秒
- 北緯34度08分12秒 東経141度01分48秒
- 北緯33度44分12秒 東経140度22分48秒

2019年7月18日以前の制限高度
- 高度9,000フィート、高度12,000フィート、高度制限なしの3段階

2019年7月18日以後のチャーリー区域
- 北緯34度35分12秒 東経140度16分48秒
- 北緯34度18分23秒 東経140度33分06秒
- 北緯34度08分18秒 東経140度46分51秒
- 北緯34度01分59秒 東経140度57分01秒
- 北緯33度57分07秒 東経141度05分14秒
- 北緯33度34分29秒 東経140度25分47秒
- 北緯34度31分12秒 東経140度07分48秒

2019年7月18日以後の制限高度
- 高度12,000フィート、高度15,000フィート、高度制限なしの3段階